# Atletica leggera ai Giochi della XXIX Olimpiade - 5000 metri piani femminili

Video della Finale

Ai Giochi della XXIX Olimpiade, tenutisi a Pechino nel 2008, la competizione dei 5000 metri piani femminili si è svolta il 19 e il 22 agosto presso lo Stadio nazionale di Pechino.

## Presenze ed assenze delle campionesse in carica
| Competizione         | Atleta           | Prestazione | Pechino 2008 |
| -------------------- | ---------------- | ----------- | ------------ |
| Olimpiadi 2004       | Meseret Defar    | 14'45”65    | Presente     |
| Commonwealth 2006    | Isabella Ochichi | 14'57”84    | Non selez.   |
| Europei 2006         | Marta Domínguez  | 14'56”18    | 3000 siepi   |
| Coppa del mondo 2006 | Meseret Defar    | 14'39”11    | Presente     |
| Asiatici 2006        | Xue Fei          | 15'40”12    | Presente     |
| Panamericani 2007    | Megan Metcalfe   | 15'35”78    | Presente     |
| Africani 2007        | Meseret Defar    | 15'02”72    | Presente     |
| Mondiali 2007        | Meseret Defar    | 14'57”91    | Presente     |
|                      |                  |             |              |
| Mondiali junior 2004 | Meselech Melkamu | 15'21”52    | Presente     |

1. ↑  Sotto la bandiera dell'Etiopia.

## Gara
Il record olimpico è detenuto da Gabriela Szabó (Romania), che lo ha stabilito ai Giochi di Sydney (2000) con 14'40"79.

Le etiopiche sanno di essere le più forti. Non tirano il gruppo, ma controllano la gara dalle retrovie. In testa si pone la russa Gulnara Samitova. Conduce la gara per otto giri. Alla nona, e terzultima tornata, Tirunesh Dibaba (olimpionica sui 10 mila) aumenta il ritmo. La russa accelera anch'essa: la Dibaba (in seconda corsia) e la Samitova (in prima) corrono appaiate. Quando mancano due giri alla fine Elvan Abeylegesse rompe gli indugi e dà uno strappo. Tirunes Dibaba si mette alle sue costole e la controlla da vicino. Alla campanella dell’ultimo giro la Dibaba fa partire il contrattacco: supera la rivale con decisione. La segue la connazionale Meseret Defar (campionessa in carica) con la Abeylegesse in terza posizione. Tra le prime tre e il resto del gruppo si crea un vuoto di 20 metri. All'inizio dell'ultima curva la Defar cede e viene superata dalla Abeylegesse mentre Tirunes Dibaba si invola verso il traguardo per una storica doppietta 10 mila - 5 mila.

Tirunesh Dibaba ha percorso l'ultimo giro in 59"54.

## Squalifica per doping
Nel 2017 la Federazione mondiale ha squalificato Elvan Abeylegesse per positività retroattiva a un test antidoping effettuato nel 2007. La turca viene quindi privata della medaglia. Meseret Defar sale al secondo posto e la kenyota Sylvia Kibet riceve la medaglia di bronzo.

## Risultati

### Batterie
Graduatoria generale:
| Pos. | Batteria | Nome                      | Paese               | Tempo    | Note                                     |
| ---- | -------- | ------------------------- | ------------------- | -------- | ---------------------------------------- |
| 1    | 2        | Meseret Defar             | Etiopia             | 14'56”32 | Q                                        |
| 2    | 2        | Vivian Cheruiyot          | Kenya               | 14'57”27 | Q,                                       |
| 3    | 2        | Lilija Šobuchova          | Russia              | 14'57”77 | Q                                        |
| 4    | 2        | Priscah Jepleting Cherono | Kenya               | 14'58”07 | Q                                        |
| 5    | 2        | Elvan Abeylegesse         | Turchia             | 14'58”79 | Q,                                       |
| 6    | 2        | Shalane Flanagan          | Stati Uniti         | 14'59”69 | Q,                                       |
| 7    | 2        | Kara Goucher              | Stati Uniti         | 15'00”98 | q,                                       |
| 8    | 1        | Tirunesh Dibaba           | Etiopia             | 15'09”89 | Q                                        |
| 9    | 1        | Sylvia Kibet              | Kenya               | 15'10”37 | Q                                        |
| 10   | 1        | Alemitu Bekele Degfa      | Turchia             | 15'10”92 | Q                                        |
| 11   | 1        | Meselech Melkamu          | Etiopia             | 15'11”21 | Q                                        |
| 12   | 2        | Megan Metcalfe            | Canada              | 15'11”23 | q,                                       |
| 13   | 1        | Gul'nara Samitova-Galkina | Russia              | 15'11”46 | Q                                        |
| 14   | 2        | Xue Fei                   | Cina                | 15'13”25 | q,                                       |
| 15   | 1        | Jennifer Rhines           | Stati Uniti         | 15'15”12 | Q                                        |
| 16   | 1        | Yuriko Kobayashi          | Giappone            | 15'15”87 |                                          |
| 17   | 1        | Simret Sultan             | Eritrea             | 15'16”25 | Record nazionale                         |
| 18   | 2        | Kayoko Fukushi            | Giappone            | 15'20”46 |                                          |
| 19   | 2        | Mariem Alaoui Selsouli    | Marocco             | 15'21”47 |                                          |
| 20   | 1        | Vol'ha Kraŭcova           | Bielorussia         | 15'21”85 | Miglior prestazione personale stagionale |
| 21   | 1        | Silvia Weissteiner        | Italia              | 15'23”45 |                                          |
| 22   | 1        | Zhang Yingying            | Cina                | 15'23”81 | Miglior prestazione personale stagionale |
| 23   | 1        | Zakia Mrisho Mohamed      | Tanzania            | 15'24”28 |                                          |
| 24   | 1        | Dolores Checa             | Spagna              | 15'31”22 |                                          |
| 25   | 2        | Yukiko Akaba              | Giappone            | 15'38”30 |                                          |
| 26   | 1        | Jéssica Augusto           | Portogallo          | 16'05”71 |                                          |
| 27   | 2        | Krisztina Papp            | Ungheria            | 16'08”86 |                                          |
| 28   | 1        | Lucia Chandamale          | Malawi              | 16'44”09 |                                          |
| 29   | 2        | Francine Niyonizigiye     | Burundi             | 17'08”44 |                                          |
| 30   | 1        | Celma Bonfim da Graça     | São Tomé e Príncipe | 17'25”99 | Record nazionale                         |
|      | 2        | Elena Zadorožnaja         | Russia              | Rit.     |                                          |
|      | 2        | Joanne Pavey              | Gran Bretagna       | NP       |                                          |

### Finale
Venerdì, 22 agosto, ore 20:40, Stadio nazionale di Pechino.
| Pos    | Paese       | Atleta                    | Tempo    | Note |
| ------ | ----------- | ------------------------- | -------- | ---- |
|        | Etiopia     | Tirunesh Dibaba           | 15'41"40 |      |
|        | Etiopia     | Meseret Defar             | 15'44"12 |      |
|        | Kenya       | Sylvia Jebiwott Kibet     | 15'44"96 |      |
| 4      | Kenya       | Vivian Cheruiyot          | 15'46"32 |      |
| 5      | Russia      | Lilija Šobuchova          | 15'46"62 |      |
| 6      | Turchia     | Alemitu Bekele            | 15'48"48 |      |
| 7      | Etiopia     | Meselech Melkamu          | 15'49"03 |      |
| 8      | Stati Uniti | Kara Goucher              | 15'49"39 |      |
| 9      | Stati Uniti | Shalane Flanagan          | 15'50"80 |      |
| 10     | Kenya       | Priscah Jepleting Cherono | 15'51"78 |      |
| 11     | Russia      | Gul'nara Samitova-Galkina | 15'56"97 |      |
| 12     | Cina        | Xue Fei                   | 16'09"84 |      |
| 13     | Stati Uniti | Jennifer Rhines           | 16'34"63 |      |
| 14     | Canada      | Megan Metcalfe            | 17'06"82 |      |
| Squal. | Turchia     | Elvan Abeylegesse         | 15'42"74 |      |